# 기타카타역
기타카타역(일본어: 喜多方駅)은 일본 후쿠시마현 기타카타시에 위치한 동일본 여객철도 반에쓰사이선의 철도역이다. 단선 · 섬식의 형태를 합친 2면 3선 구조의 복합 승강장을 갖춘 지상역이다.

## 타는 곳
| ■ 반에쓰사이선 | 1 | 상행 | 아이즈와카마쓰 · 고리야마 방면 |                                        |
| ■ 반에쓰사이선 | 1 | 하행 | 노자와 · 니쓰 · 니가타 방면    |                                        |
| ■ 반에쓰사이선 | 2 | 상행 | 아이즈와카마쓰 · 고리야마 방면 | (하행 'SL 반에쓰 모노가타리'의 운행만) |
| ■ 반에쓰사이선 | 2 | 하행 | 노자와 · 니쓰 · 니가타 방면    | (교행 시에만)                          |
| ■ 반에쓰사이선 | 3 | 상행 | 아이즈와카마쓰 · 고리야마 방면 | (당 역 시발)                           |

## 이용 현황
| 승차 인원 추이 | 승차 인원 추이 |
| 연도           | 1일 평균       |
| -------------- | -------------- |
| 2000           | 1,386          |
| 2001           | 1,420          |
| 2002           | 1,422          |
| 2003           | 1,370          |
| 2004           | 1,326          |
| 2005           | 1,276          |
| 2006           | 1,193          |
| 2007           | 1,141          |
| 2008           | 1,157          |
| 2009           | 1,164          |
| 2010           | 1,186          |
| 2011           | 1,139          |
| 2012           | 1,119          |
| 2013           | 1,070          |
| 2014           | 978            |
| 2015           | 992            |

## 역 주변
- 국도 제459호선
- 기타카타 시청
- FDK 후쿠시마 전기 공업
- 기타카타 미술관

## 인접 역
| 동일본 여객철도 ■ 반에쓰사이선           | 동일본 여객철도 ■ 반에쓰사이선  | 동일본 여객철도 ■ 반에쓰사이선 |
| ---------------------------------------- | ------------------------------- | ------------------------------ |
| 시오카와 아이즈와카마쓰 방면             | □ 쾌속 '아가노'                 | 야마토 니쓰 · 니가타 방면      |
| 시오카와 가미미요리시오바라온센구치 방면 | □ 쾌속 'AIZU 마운트 익스프레스' | 시·종착역                      |
| 아이즈토요카와 고리야마 방면             | ■ 보통                          | 야마토 니쓰 방면               |